# Estabelecimento Prisional do Linhó
O Estabelecimento Prisional do Linhó é uma prisão localizada na freguesia de Alcabideche, no Município de Cascais, com capacidade de 584 reclusos (em 31 de Dezembro de 2014). Tem o nível de segurança alto.
Começou a funcionar a 30 de Abril de 1955. O seu edifício foi projetado pelo arquiteto Raul Rodrigues Lima, responsável pela maioria das cadeias construídas durante o Estado Novo.

## Instalações
O edifício tem a forma da letra H e é circundado por um muro de quatro metros de altura. Antigamente a área circundante era aproveitada para hortas e a pedreira para trabalho dos reclusos.
O edifício é composto por 3 alas: A, B e C. Cada Ala tem um recreio próprio a céu aberto, onde os reclusos se podem exercitar ou realizar jogos.
No interior do E. P. L. existe uma enfermaria, destinada à prestação de cuidados médicos e internamentos e onde se realizam as vistas íntimas.
Em 1997 foi inaugurado o atual pavilhão escolar e em Junho de 2003 o pavilhão de segurança, destinado a acolher os reclusos que estão sujeitos a um regime especial.